# Walter Troppenz
Walter Troppenz (* 9. März 1897 in Braunschweig; † März 1974 ebenda) war ein deutscher Schriftsteller und Journalist, der seine Bühnenstücke und Romane unter den Pseudonymen Rudolf Penz und Bruno S. Wiek veröffentlichte, wobei er sein letztes Pseudonym aus dem niederdeutschen Namen seiner Heimatstadt Braunschweig „Brunswiek“ ableitete. Unter diesem Namen veröffentlichte er Science-Fiction- und Kriminalromane; darüber hinaus verfasste er zahlreiche Gedichte.

## Leben
Walter Troppenz wurde als fünftes von sieben Kindern des Schlossers August Troppenz (* 30. September 1854 in Bahrensdorf, Amt Beeskow; † 1. Dezember 1915 in Braunschweig) und dessen Ehefrau Katharina, geb. Nolte (* 5. Oktober 1860 in Fretterode) geboren. Unter seinen Geschwistern war der Erstgeborene und älteste Sohn der Familie Hermann Troppenz, der als SPD-Politiker bekannt wurde.
Walter Troppenz war zunächst als Fahrradschlosser tätig, wechselte dann aber Mitte der 1920er Jahre zur Schriftstellerei.

## Arbeiterliteratur und Bühnenstücke
Zwischen 1925 und 1929 veröffentlichte Troppenz, der damals in Halle lebte, zahlreiche Bühnenstücke, die das Arbeiterleben (teilweise humoristisch) zum Thema hatten.
- Beinahe Millionär. Schwank, Arbeiter-Theaterverlag A. Jahn, Leipzig 1929, DNB 362909148.
- Der Geist des Proletariats. Phantastisches Schauspiel in zwei Akten 1925, DNB 362909105.
- Die große Not. Drama in einem Akt aus dem Bergarbeiterleben. Propaganda-Szenen für die proletarische Solidarität um 1928, DNB 577514628.
- Judas. Soziales Zeitbild in einem Akt, Arbeiter-Theaterverlag A. Jahn, Leipzig 1927, DNB 362909121.
- Der Konsumteufel. Schwank, Arbeiter-Theaterverlag A. Jahn, Leipzig 1927, DNB 36290913X.
- Über rauhen Weg zu den Sternen. Arbeiter-Theaterverlag A. Jahn, Leipzig 1925, DNB 362909199.
- Schwingende Worte der Roten Front. 1926, DNB 362909210.
- Die Taube von Florenz. Arbeiter-Theaterverlag A. Jahn, Leipzig 1929, DNB 362909172.

## Science-Fiction-Romane und Kriminalromane

Bruno S. Wiek: Der Schlüssel des Meeres. Zukunfts-Roman. von 1939

Nachdem Troppenz wieder nach Braunschweig zurückgekehrt war, veröffentlichte er unter dem Pseudonym „Bruno S. Wiek“ Science-Fiction- und Kriminalromane.
- Phantasten. Roman einer nahen Zukunft. Henry Burmester Verlag, Bremen 1938, DNB 577514636.
- LPR 1600 – Das Geheimnis mikrokurzer Wellen. Henry Burmester Verlag, Bremen 1938, DNB 577514601.
- Der Schlüssel des Meeres. Henry Burmester Verlag, Bremen 1939, DNB 577514644.
- Ave-Brunonia: Die Stadt in der Erde. Technischer Zukunfts-Roman. Henry Burmester Verlag, Bremen, Leipzig, Wien 1940, DNB 577514563. Auch als: Weiße Kohle – Die Stadt in der Erde. Verlagshaus Der Roman Lubowski, Altenstein/Ufr. 1949, DNB 770156967.

Krimis
- Nestors Flucht aus dem Jenseits. Paul Schlösser Verlag, Braunschweig 1939.
- Flucht aus dem Jenseits. 1949.
- Der letzte Gast. W. Lehning, Hann.-Münden 1949, DNB 364721685.
- Der Krebs von New York. Paul Schlösser Verlag, Braunschweig 1949, DNB 730382648.
- Der unheimliche Dritte. Verlagshaus Der Roman Lubowski, Altenstein/Ufr. 1949, DNB 455516421.